# Brigitte Dzogbenuku
Brigitte Dzogbenuku là cựu Hoa hậu Ghana và là một nữ chính trị gia. Hiện tại, cô là ứng cử viên phó tổng thống cho Đảng Nhân dân tiến bộ.

## Giáo dục
Dzogbenuku đã học trung học tại Trường trung học nữ Wesley ở Cape Coast. Cô tiếp tục đến Đại học Ghana để lấy bằng Cử nhân Nghệ thuật về Ngôn ngữ Hiện đại.

## Sự nghiệp
Dzogbenuku là một chuyên mục tại Nhóm truyền thông đồ họa, nơi cô viết cho Graphic Mirror dưới Manners Matter. Bà trước đây là Tổng Giám đốc tại Trung tâm Xã hội Hàng không. Cô cũng đã làm việc với Ashanti Goldfields Corporation cũng như SC Johnson Wax Ghana.

## Giải thưởng và chứng nhận
Dzogbenuku giành chiến thắng trong cuộc thi sắc đẹp Hoa hậu Ghana năm 1991. Cô cũng đã giành được Giải thưởng Lãnh đạo Phụ nữ của Fortune/Goldman Sachs năm 2008 